# لیک، شهرستان میلواکی، ویسکانسین
لیک (به انگلیسی: Lake) یک منطقهٔ مسکونی در ایالات متحده آمریکا است که در شهرستان میلواکی، ویسکانسین واقع شده‌است.